# Селтинский район
Селтинский район (удм. Сьӧлта ёрос) — административно-территориальная единица и муниципальное образование (муниципальный округ, в 2005—2021 гг. — муниципальный район) в Удмуртской Республике Российской Федерации.
Располагается в западной части республики. Административный центр — село Селты. Образован 15 июля 1929 года.

## Физико-географические сведения
Селтинский район находится в западной части Удмуртской Республики. Граничит с Красногорским, Игринским, Якшур-Бодьинским, Увинским и Сюмсинским районами республики и Кировской областью. По территории района протекают 34 речки, имеется множество родников. Самая многоводная река, протекающая по территории района — Кильмезь.
Лесистость района 56,0 %, при средней по Удмуртии — 64,6 %.

## История
Селтинский район образован 15 июля 1929 года из 21 сельсовета Копкинской, Селтинской и Старозятцинской волостей Ижевского уезда. В 1932 году в связи с ликвидацией Новомултанского района, 11 его сельсоветов переданы в состав Селтинского района. А в 1935 году разросшийся район разделён на три района — Селтинский, Увинский и Старозятцинский. С 1963 по 1965 годы район был упразднён, его территория была разделена между Увинским сельским и Игринским промышленным районами. 16 января 1965 года Селтинский район был вновь образован.
В рамках организации местного самоуправления с 2005 до 2021 гг. функционировал муниципальный район. Законом Удмуртской Республики от 5 апреля 2021 года, муниципальный район и все входившие в его состав сельские поселения к 18 апреля 2021 года через объединение были преобразованы в муниципальный округ Селтинский район.

## Население
| 1959    | 1970    | 1979    | 1989    | 2002    | 2009    | 2010    | 2011    | 2012    |
| ------- | ------- | ------- | ------- | ------- | ------- | ------- | ------- | ------- |
| 25 589  | ↘19 918 | ↘16 887 | ↘15 050 | ↘13 335 | ↘12 915 | ↘11 368 | ↗11 396 | ↘11 311 |
| 2013    | 2014    | 2015    | 2016    | 2017    | 2018    | 2019    | 2020    | 2021    |
| ↘11 200 | ↘11 001 | ↘10 841 | ↘10 684 | ↘10 457 | ↘10 270 | ↘10 082 | ↘9896   | ↗10 628 |

По данным переписи 2002 года на территории района проживало 13335 человек, переписи 2010 года — 11368 человек, между переписями население района сократилось на 17,3 %. Из общего населения района 46,41 % населения проживало в районном центре селе Селты. Средняя плотность населения — 6,03 чел./км². Район занимает 21-е место по численности населения и 24-е место по плотности среди муниципальных районов Удмуртии. На 1 января 2013 года, из 72 населённых пунктов района 2 не имели постоянного населения.
В 2011 году рождаемость составила 20,2 ‰, смертность — 14,3 ‰, естественный прирост населения — 5,9 ‰, при среднем по Удмуртии — 1,0 ‰. Миграционная убыль населения (разница между числом выбывших и прибывших на территорию района) в 2011 году составила 153 человека.

### Национальный состав
По результатам переписи 2020 года, среди населения района русские составляли 49,9 %, удмурты — 48,9 %. Селтинский район один из 13 сельских районов республики, где русские составляют большинство.

## Административное деление
В Селтинский район как административно-территориальную единицу входят 9 сельсоветов. Сельсоветы (сельские администрации) одноимённы образованным в их границах сельским поселениям.
В муниципальный район с 2005 до 2021 гг. входили 9 муниципальных образований со статусом сельских поселений.
| № | Сельское поселение (до 18.04.2021) | Административный центр | Количество населённых пунктов | Население | Площадь, км2 |
| - | ---------------------------------- | ---------------------- | ----------------------------- | --------- | ------------ |
| 1 | Валамазское                        | село Валамаз           | 4                             | ↘193      | 300,23       |
| 2 | Кильмезское                        | село Селты             | 12                            | ↘803      | 384,31       |
| 3 | Колесурское                        | деревня Колесур        | 10                            | ↘870      | 145,83       |
| 4 | Копкинское                         | село Копки             | 13                            | ↘702      | 515,41       |
| 5 | Новомоньинское                     | деревня Новая Монья    | 11                            | ↘910      | 117,38       |
| 6 | Селтинское                         | село Селты             | 1                             | ↗5230     | 11,21        |
| 7 | Сюромошурское                      | деревня Сюромошур      | 8                             | ↘484      | 100,26       |
| 8 | Узинское                           | село Узи               | 5                             | ↘452      | 70,85        |
| 9 | Халдинское                         | село Халды             | 8                             | ↘457      | 238,26       |

### Населённые пункты
В Селтинский район входят 72 населённых пункта.
| №  | Населённый пункт     | Тип     | Население | Бывшее сельское поселение |
| -- | -------------------- | ------- | --------- | ------------------------- |
| 1  | Аксёновцы            | деревня | ↗4        | Валамазское               |
| 2  | Аманы                | деревня | ↗1        | Копкинское                |
| 3  | Андреевцы            | село    | →0        | Копкинское                |
| 4  | Антошкино            | деревня | ↗22       | Узинское                  |
| 5  | Аяшур                | деревня | ↗37       | Сюромошурское             |
| 6  | Бабашур              | деревня | ↘18       | Узинское                  |
| 7  | Бигеней              | деревня | ↗6        | Халдинское                |
| 8  | Большая Кильмезь-Бия | деревня | ↘51       | Кильмезское               |
| 9  | Большая Нырья        | деревня | ↘62       | Колесурское               |
| 10 | Большой Чибирь       | деревня | ↗36       | Сюромошурское             |
| 11 | Ботино               | деревня | ↗9        | Копкинское                |
| 12 | Валамаз              | село    | ↘203      | Валамазское               |
| 13 | Виняшур-Бия          | деревня | ↘11       | Кильмезское               |
| 14 | Виняшур-Бия          | починок | ↘32       | Кильмезское               |
| 15 | Вутно                | деревня | ↗24       | Новомоньинское            |
| 16 | Гамберово            | деревня | ↘57       | Новомоньинское            |
| 17 | Гобгурт              | деревня | ↗315      | Новомоньинское            |
| 18 | Головизнин Язок      | деревня | →156      | Кильмезское               |
| 19 | Дружный              | выселок | ↘2        | Кильмезское               |
| 20 | Егоровцы             | деревня | ↗18       | Валамазское               |
| 21 | Зенкей               | деревня | ↗20       | Узинское                  |
| 22 | Истомино             | деревня | ↗7        | Халдинское                |
| 23 | Квашур               | деревня | →40       | Кильмезское               |
| 24 | Кейлуд-Зюнья         | деревня | →66       | Сюромошурское             |
| 25 | Кельмовыр-Жикья      | деревня | ↘5        | Колесурское               |
| 26 | Колесур              | деревня | ↘368      | Колесурское               |
| 27 | Копки                | село    | ↗569      | Копкинское                |
| 28 | Копкинский           | выселок | →14       | Копкинское                |
| 29 | Кочегурт             | деревня | ↘65       | Новомоньинское            |
| 30 | Круглый Ключ         | деревня | →19       | Новомоньинское            |
| 31 | Кучер-Копки          | деревня | →49       | Копкинское                |
| 32 | Кырчим-Копки         | деревня | ↘21       | Копкинское                |
| 33 | Лудзи-Жикья          | деревня | ↘84       | Кильмезское               |
| 34 | Лыстем               | деревня | ↘30       | Узинское                  |
| 35 | Льнозаводский        | деревня | →159      | Колесурское               |
| 36 | Мадьярово            | деревня | ↘220      | Кильмезское               |
| 37 | Малая Кильмезь-Бия   | деревня | ↘40       | Кильмезское               |
| 38 | Малый Валамаз        | деревня | ↘28       | Валамазское               |
| 39 | Малый Жайгил         | деревня | ↘58       | Кильмезское               |
| 40 | Мельничата           | деревня | ↘71       | Халдинское                |
| 41 | Мугло                | деревня | ↗57       | Новомоньинское            |
| 42 | Новая Жикья          | деревня | ↘56       | Колесурское               |
| 43 | Новая Монья          | деревня | ↗429      | Новомоньинское            |
| 44 | Орловский            | выселок | ↗29       | Новомоньинское            |
| 45 | Пожгурт              | деревня | →108      | Колесурское               |
| 46 | Покровцы             | деревня | →0        | Новомоньинское            |
| 47 | Прой-Балма           | деревня | ↘31       | Халдинское                |
| 48 | Рожки                | деревня | ↗8        | Колесурское               |
| 49 | Рысаи                | деревня | ↘57       | Копкинское                |
| 50 | Рязаново             | деревня | ↘4        | Кильмезское               |
| 51 | Селты                | село    | ↗5230     | Селтинское                |
| 52 | Старая Монья         | деревня | ↘8        | Новомоньинское            |
| 53 | Старые Копки         | деревня | →8        | Копкинское                |
| 54 | Сюромошур            | деревня | ↘257      | Сюромошурское             |
| 55 | Толошур              | деревня | →85       | Халдинское                |
| 56 | Узи                  | село    | ↗458      | Узинское                  |
| 57 | Уметьгурт            | деревня | ↗230      | Колесурское               |
| 58 | Усайгурт             | деревня | ↗1        | Копкинское                |
| 59 | Уть-Сюмси            | село    | ↘217      | Копкинское                |
| 60 | Уть-Сюмсинский       | выселок | ↘8        | Копкинское                |
| 61 | Федоры               | деревня | ↗2        | Копкинское                |
| 62 | Халды                | село    | ↗370      | Халдинское                |
| 63 | Чашкагурт            | деревня | ↘15       | Сюромошурское             |
| 64 | Чибирь-Зюнья         | деревня | ↘10       | Сюромошурское             |
| 65 | Чибьяншур            | деревня | ↘3        | Колесурское               |
| 66 | Шаклеи               | деревня | ↗37       | Колесурское               |
| 67 | Эшметьгурт           | деревня | ↗93       | Новомоньинское            |
| 68 | Юберинский           | починок | ↘8        | Халдинское                |
| 69 | Юберинский Перевоз   | деревня | ↗4        | Халдинское                |
| 70 | Югдон                | деревня | ↘288      | Кильмезское               |
| 71 | Юмга-Омга            | деревня | ↗144      | Сюромошурское             |
| 72 | Якимовцы             | деревня | ↘13       | Сюромошурское             |

Упразднённые населённые пункты
- 2004 год — деревни Бибаны, Верхняя Кырчма, Кырчма-Селты, Тальяны, Удмуртская Бия[36] и Кезвыр[37].

## Местное самоуправление
Государственная власть в районе осуществляется на основании Устава, структуру органов местного самоуправления муниципального района составляют:
1. Районный Совет депутатов — представительный орган местного самоуправления, в составе 31 депутата, избирается каждые 5 лет.
2. Глава муниципального образования — высшее должностное лицо района, избирается Советом из своего состава. Должность Главы района занимает — Чайников Николай Леонидович.
3. Администрация муниципального образования — исполнительно-распорядительный орган муниципального района. Глава Администрации района назначается на должность Советом по результатам конкурса. Должность Главы Администрации района занимает — Вязников Михаил Васильевич.

Символика района
Согласно уставу района: «…Официальными символами Селтинского района являются герб, флаг, эмблема, отражающие исторические, культурные, национальные и иные местные традиции и особенности…». Но ни герба, ни флага район не имеет. Единственным официальным символом района является эмблема района, утверждённая районным советом депутатов 5 декабря 2002 года.

## Социальная инфраструктура
Система образования района включает 10 школ, в том числе 3 средних (Селтинская СОШ, Колесурская СОШ, Новомоньинская СОШ) и 1 начальная, 11 детских садов и Профессиональное училище № 49. К учреждениям дополнительного образования относятся: детская школа искусств и детско-юношеская спортивная школа. Медицинскую помощь населению оказывают 2 больницы и 17 фельдшерско-акушерских пунктов. Также в районе действуют 15 домов культуры и клубных учреждения, 13 библиотек, краеведческий музей и центр социального обслуживания населения.

## Экономика
Специализация района — производство сельскохозяйственной продукции: зерно, картофель, молоко, мясо, лен и её переработка, выращивание рыбы. Производством сельскохозяйственной продукции занимаются 12 СПК, 105 крестьянских хозяйств и личные подсобные хозяйства.